# John Carnegie, 1. Earl of Northesk

Wappen der Earls of Northesk

John Carnegie, 1. Earl of Northesk (* um 1579; † 8. Januar 1667) war ein schottischer Adliger.

## Leben
John Carnegie war der zweite Sohn von David Carnegie, of Panbride and Colluthie, und dessen zweiter Ehefrau Eupheme Wemyss, Tochter von Sir John Wemyss of Wemyss. Sein älterer Bruder war David Carnegie, 1. Earl of Southesk (1575–1658).
1596 übertrug ihm sein Vater die Güter Aithie und Cuickstoun in Forfarshire. 1610 wurde er zum Knight Bachelor geschlagen. 1620 und 1634 ist er als Sheriff von Forfarshire belegt. Um 1636 ließ er Inglismaldie Castle bei Marykirk in Kincardineshire als seinen Wohnsitz errichten.
Während der Kriege der Drei Königreiche stand er als Royalist auf der Seite König Karls I. Carnegie wurde dafür am 20. April 1639 zum Lord Lour und am 1. November 1647 zum Earl of Ethie erhoben. Nach dem Sieg der Parlamentarier unter Oliver Cromwell erhielt er 1654 im Rahmen von Cromwell’s Act of Grace gegen ein Bußgeldes von 6000 £ eine Amnestie. Das Bußgeld wurde später auf 2000 £ reduziert.
Nach der Restauration König Karls II. ließ er am 25. Oktober 1666 seine Titel zu Earl of Northesk und Lord Rosehill and Inglismaldie umbenennen, indem er sie an die Krone zurückgab und eine Neuverleihung mit Rückwirkung zum 1. November 1647 erhielt.
Als er 1667 starb, erbte sein ältester Sohn David seine Adelstitel.

## Ehen und Nachkommen
In erster Ehe heiratete er Magdalen Haliburton (* um 1508, † 1650), Witwe des John Erskine of Dun († 1650) und Tochter von Sir James Halyburton of Pitcur. Mit ihr hatte er mindestens sechs Kinder:
- David Carnegie, 2. Earl of Northesk (* vor 1627; † 12. Dezember 1679);
- Hon. John Carnegie of Boystack, ⚭ Margaret Erskine, Tochter von Sir Alexander Erskine of Dun;
- Lady Anna Carnegie, ⚭ Patrick Wood, Sohn von Sir Henry Wood of Bonnington;
- Lady Marjorie Carnegie, ⚭ (1) James Scott, Sohn von Sir John Scott of Scotstarvit, ⚭ (2) John Preston, Younger of Aldrie;
- Lady Jean Carnegie, ⚭ (1) Alexander Lindsay, Sohn von Alexander Lindsay, 2. Lord Spynie, ⚭ (2) John Lindsay, 6. Laird of Edzell;
- Lady Magdalene Carnegie, ⚭ William Graham, 6. Laird of Claverhouse.

Am 29. April 1652 heiratete er in zweiter Ehe Margaret Maule, Witwe des William Nairn, Tochter des Andrew Maule of Guildie. Diese Ehe blieb kinderlos.